# Florian Thorwart
Florian Thorwart (Hagen, 1982. április 20. –) német labdarúgókapus.